# Пильчин, Юрий Владимирович

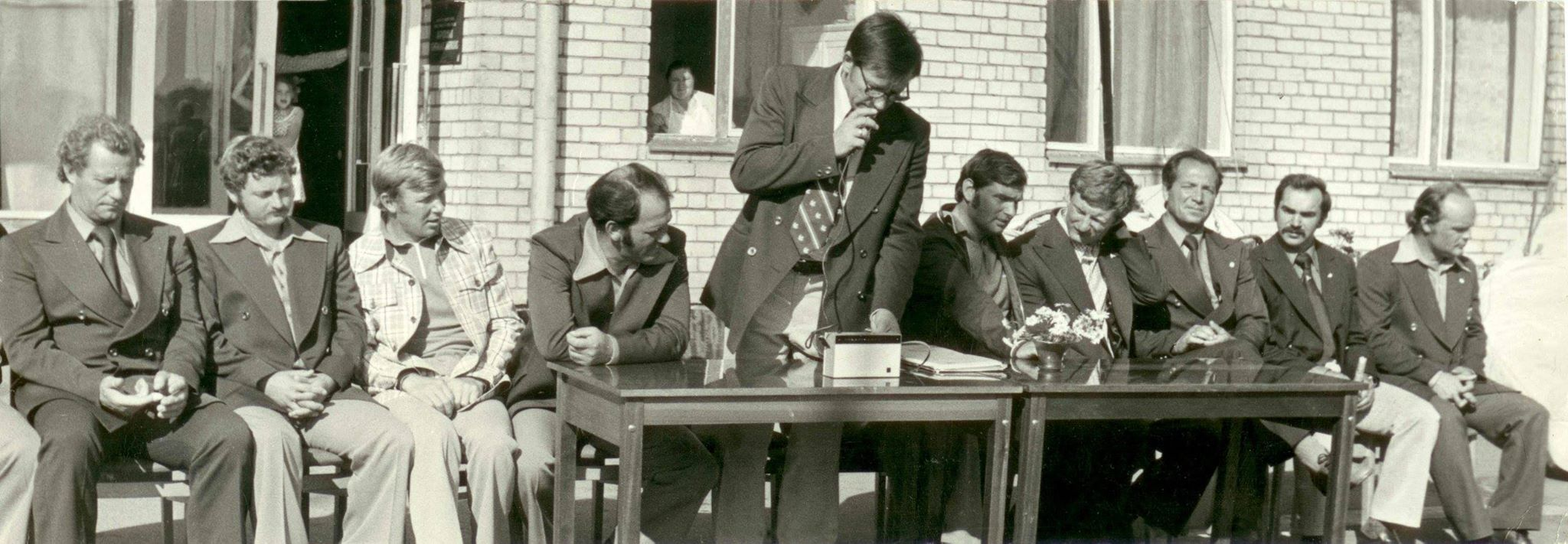
Отчёт Сборной СССР по парусному спорту после Олимпийских игр 1976. Слева направо: Владимир Васильев, Владимир Леонтьев, Александр Потапов, Валентин Замотайкин, Юрий Пильчин - главный тренер, Андрей Балашов, Владислав Акименко, Валентин Манкин, Виктор Потапов, Борис Будников.

Юрий Владимирович Пильчин (10 января 1937 года — 25 декабря 2012 года) — советский яхтсмен, призёр чемпионата СССР,  заслуженный тренер России, судья всероссийской категории, почетный член ВФПС.

## Биография
Начал заниматься парусным спортом в Сочи, в 1945 году. Во время службы в армии в 1956—1958 служил на Балтийском флоте, тренировался в таллинском яхт-клубе военно-морского флота. Одним из первых в СССР испытывал швертботы «Летучий голландец» постройки Таллинской верфи. После переезда семьи в Лобню Московской области пришёл в яхт-клуб «Спартак», первый тренер — Елена Архангельская.
На чемпионате СССР по парусному спорту 1959 года Юрий Пильчин в составе экипажа с Виталием Жилко заняли второе место на швертботе класса «Летучий Голландец».
После окончания Московского авиационного института Юрий работал в области технологий космического аппаратостроения, не прерывая связей с парусным спортом. В 1969 году он был приглашён в Спорткомитет СССР -  старшим тренером молодежной сборной страны. С его приходом заметно активизировалась работа с молодежью. Были заключены контракты с изготовителями Польши и ГДР на поставку качественных международных детских яхт. Большой заслугой Юрия Владимировича явилось создание фундаментальной программы – методики по подготовке тренеров парусного спорта при ГЦОЛИФКе. Результатом усилий Юрия Пильчина стали успехи молодёжной команды на первенствах Европы: 3-е место в 1971 году Евгений Белоусов; 1-е место в 1973 году Виталий Зарослов в классе  «Финн».
В 1974 году Пильчин был назначен главным тренером сборной команды СССР по парусному спорту. В команде активизировалась научная группа, куда стали регулярно привлекаться ведущие спортивные специалисты и ученые из других видов спорта для обмена опытом работы. Ежегодным стало проведение научно-практических конференций, обучающих семинаров, где специалисты и тренеры со всей страны обменивались опытом, получали последнюю информацию о делах в мире паруса. Регулярно выпускались методические материалы по подготовке спортсменов.  Юрию Пильчину удалось существенно изменить всю систему работы сборной команды от планирования на всех этапах до резкого увеличения интенсивности тренировочного процесса и перехода на круглогодичную подготовку.
Олимпийские игры 1976 года в Канаде подтвердили правильность  выбранной методики. Сборная команда заняла второе общекомандное место.
Результаты этой работы были весомыми:  второе место в классе «Темпест» – В. Манкин, В. Акименко; второе место в классе «Финн» – А. Балашов; четвёртое место в классе «Солинг» – Б. Будников,  Н. Поляков, В. Замотайкин; четвёртое место в классе «470» – В. Потапов, А. Потапов; пятое место в классе «Летучий Голландец» – В. Леонтьев, В. Зубанов.
Не всем в команде нравилась политика главного тренера, была и оппозиция, было сопротивление начавшейся перестройке, особенно со стороны ветеранов. Возник конфликт с  заместителем председателя Совета Министров Эстонской ССР Арнольдом Греном в вопросах надзора за строительством Центра парусного спорта в Таллине. Противостояние привело к тому, что в июне 1979 года Пильчин был вынужден подать заявление и уйти добровольно с поста главного тренера сборной.
Результаты работы Пильчина показала, уже без него, Олимпийская регата 1980 года в Таллинском заливе, на которой советская сборная заняла первое командное место, выиграв три медали: первое место в классе «Звёздный» – В. Манкин, А. Музыченко; второе место в классе «Солинг» – Б. Будников,  Н. Поляков, А. Будников; третье место в классе «Финн» – А. Балашов; четвёртое место в классе катамаранов «Торнадо» – В. Потапов, А. Зыбин; пятое место в классе «Летучий Голландец» – В. Леонтьев, В. Зубанов.
В 1980 году, после Московской Олимпиады, Юрий Владимирович перешел на работу в Спорткомитет Москвы. Там он возглавил Школу высшего спортивного мастерства по водным видам спорта, а также успешно занимался теоретической подготовкой тренеров и яхтсменов. Он был очень востребован как судья. Ему доверяли судейство самых ответственных соревнований страны в качестве Главного судьи.
В 1987 году назначен начальником Отдела водных видов спорта Спорткомитета Москвы, а в 1989 году был назначен директором Водно-спортивной базы "Хлебниково» Москомспорта.
Закончив карьеру тренера в парусном спорте, выйдя на пенсию в 1997 году,  Юрий Владимирович Пильчин совместно с единомышленниками создали команду «Нью Стар» по водно-моторным гонкам на выносливость. Коллеги поручили ему возглавить команду в качестве тренера-менеджера.
Скончался 25 декабря 2012 года после тяжёлого заболевания.

## Семья
- Брат Пильчин, Виктор Владимирович (1940—2004).
- Сын Пильчин Валерий Юрьевич, тренер, Президент Московской областной федерации парусного спорта.